# Leptospira interrogans
Leptospira interrogans es una especie de Leptospira.
Puede causar leptospirosis.
Posee en uno o ambos extremos de los endoflagelos una forma típica de gancho.
La transmisión es generalmente por contacto de orina animal en agua. El organismo penetra membranas mucosas o entra a través de fisuras en la epidermis. En Estados Unidos la transmisión es por vía de perros, ganado u orina de rata, Hawái tiene la incidencia más alta.